# Вріл

Емблема Товариства

Товариство Вріл (нім. Vril-Gesellschaft) — в езотерико-історичному окультизмі Третього Рейху уфологічне таємне товариство медіумів. Ряд дослідників Третього рейху вважають цю напівміфічну організацію внутрішнім колом товариства Туле.

## Історія
У 1919 році Німеччина зазнала поразки у Першій світовій війні і була принижена установленою Версальською системою. Став необхідним духовний підйом нації, вже тоді у колі німецької інтелігенції почали зароджуватися думки про реванш. З цією метою утворилось «Товариство Туле», діяльність якого спочатку була більше політичною, ніж езотеричною. 
За рік було створено товариство «Ложі Світу», яке згодом перейменували на «Всенімецьке товариство з вивчення метафізики», або ж «Товариство Вріл». Основною метою діяльності організації було проведення досліджень походження арійської раси і вивчення способу, за допомогою якого магічні здібності цієї «благородної раси панів» можуть бути відроджені. Після створення організації Аненербе, товариство Вріл було розформоване і увійшло до підрозділів Ананербе.

## Дискольоти Вріл
Міфічні дископодібні літальні апарати Третього рейху — Vril, Haunebu, RFZ (Rundflugzeug), Andromeda — пов'язують з діяльністю цього товариства. Поширені фото жінок-медіумів товариства Вріл на тлі дископодібних НЛО. Головних медіумів товариства Vril звали Марія Оршіч (Maria Oršic) і Сігрун (Sigrun). Використовуючи свої телепатичні здібності жінки Вріл могли налагоджувати ченнелінг з інопланетною цивілізацією з околиць зірки Альдебаран. Сігрун перекладала послання з «мови інопланетян», яка як заявлялося була шумерською. «Інопланетяни панівної позаземної раси» передавали їм схеми НЛО, які потім допрацьовували аероконструктори Третього Рейху. Ці дискольоти працювали на містичній енергії Вріл (співзвучною з назвою цього товариства), і мали такі ж назви з порядковим номерами моделей. Останнє НЛО «Андромеда» розроблялося як літаючий авіаносець. За задумом Вріл воно призначалося для міжпланетних польотів.

## Символіка товариства Вріл
«Всенімецьке суспільство метафізики» — «товариство Вріл» використовувало як свою символіку шумеро-тамплієрську емблему «Saetta Ilua» (італ. Saetta — «блискавка» і бог Мулу). На прапорі Вріл зображена блискавка Мулу білого кольору на чорно-фіолетовому тлі. Чорний колір символізує минуле «темне» століття (XIX), з його забобонами; фіолетовий — світло Нового Століття (ХХ). Блискавка висвітлює шлях з мороку, до Століття нових Знань, своїм корінням вона сягає шумерських часів. Згідно з ранньо-шумерською міфологією Мулу був першобогом, творцем, що прийшов від зірок, і створив людей на землі. Вся міфологія і релігія шумерів мала «космічну» спрямованість, але надалі її первісне значення спотворилося й забулося. Поряд із офіційною символікою, товариство Вріл використовувало для свого позначення також символ Чорного Сонця.